# EHF Liga Mistrzów 2016/2017 (grupa D)
EHF Liga Mistrzów 2016/2017 - rozgrywki i tabela grupy D
| Lp. | Drużyna             | M  | Mecze | Mecze | Mecze | Bramki | Bramki | Bramki | Pkt |
| Lp. | Drużyna             | M  | W     | R     | P     | +      | −      | +/−    | Pkt |
| --- | ------------------- | -- | ----- | ----- | ----- | ------ | ------ | ------ | --- |
| 1.  | HBC Nantes          | 10 | 8     | 1     | 1     | 312    | 270    | +42    | 17  |
| 2.  | HK Motor Zaporoże   | 10 | 7     | 1     | 2     | 308    | 272    | +36    | 15  |
| 3.  | Beşiktaş JK         | 10 | 5     | 1     | 4     | 275    | 289    | −14    | 11  |
| 4.  | Dinamo Bukareszt    | 10 | 3     | 2     | 5     | 294    | 294    | 0      | 8   |
| 5.  | Team Tvis Holstebro | 10 | 2     | 1     | 7     | 281    | 314    | −33    | 5   |
| 6.  | ABC/UMinho          | 10 | 2     | 0     | 8     | 289    | 320    | −31    | 4   |

| Gospodarz \ Gość    | NAN   | HOL   | ZAP   | BES   | BUC   | BRA   |
| HBC Nantes          |       | 31:26 | 32:34 | 33:19 | 26:24 | 35:33 |
| Team Tvis Holstebro | 25:35 |       | 28:30 | 29:25 | 32:32 | 34:29 |
| HK Motor Zaporoże   | 26:26 | 34:28 |       | 34:28 | 35:27 | 27:23 |
| Beşiktaş JK         | 28:33 | 36:27 | 23:22 |       | 29:27 | 33:31 |
| Dinamo Bukareszt    | 26:27 | 30:25 | 35:31 | 26:26 |       | 35:29 |
| ABC/UMinho          | 29:34 | 32:27 | 22:35 | 27:28 | 34:32 |       |

Wyniki
| 21 września 201619:00 | Beşiktaş JK    | 33:31(21:18) | ABC/UMinho                                      | Şehit Polis Recep Topaloğlu Sports Hall, Izmit Widzów: 1565 Sędzia: Rune Kristiansen Oistein Pettersen |
| 21 września 201619:00 | Ramazan Döne 9 | 33:31(21:18) | 6 Hugo Rocha 6 Diogo Branquinho 6 Pedro Spínola | Şehit Polis Recep Topaloğlu Sports Hall, Izmit Widzów: 1565 Sędzia: Rune Kristiansen Oistein Pettersen |
| 21 września 201619:00 | 5× · 3×        | 33:31(21:18) | 6× · 3×                                         | Şehit Polis Recep Topaloğlu Sports Hall, Izmit Widzów: 1565 Sędzia: Rune Kristiansen Oistein Pettersen |

| 22 września 201618:00 | HK Motor Zaporoże  | 26:26(15:16) | HBC Nantes      | Sport complex Lokomotiv, Charków Widzów: 2110 Sędzia: Aleksandar Pandžić Ivan Mošorinski |
| 22 września 201618:00 | Stanislav Zhukov 5 | 26:26(15:16) | 8 Dominik Klein | Sport complex Lokomotiv, Charków Widzów: 2110 Sędzia: Aleksandar Pandžić Ivan Mošorinski |
| 22 września 201618:00 | 2× · 3×            | 26:26(15:16) | 3× · 4×         | Sport complex Lokomotiv, Charków Widzów: 2110 Sędzia: Aleksandar Pandžić Ivan Mošorinski |

| 25 września 201616:50 | Team Tvis Holstebro     | 32:32(16:16) | Dinamo Bukareszt     | gospodarz Widzów: 1905 Sędzia: Eurico Nicolau Ivan Caçador |
| 25 września 201616:50 | Kasper Emil Kildelund 9 | 32:32(16:16) | 6 Dan Andrei Savenco | gospodarz Widzów: 1905 Sędzia: Eurico Nicolau Ivan Caçador |
| 25 września 201616:50 | 2× · 3×                 | 32:32(16:16) | 4× · 3×              | gospodarz Widzów: 1905 Sędzia: Eurico Nicolau Ivan Caçador |

| 29 września 201618:00 | Dinamo Bukareszt  | 35:31(15:13) | HK Motor Zaporoże | gospodarz Widzów: 2100 Sędzia: Miljan Vešović Novica Mitrović |
| 29 września 201618:00 | Jakov Vranković 8 | 35:31(15:13) | 8 Igor Soroka     | gospodarz Widzów: 2100 Sędzia: Miljan Vešović Novica Mitrović |
| 29 września 201618:00 | 8× · 2×           | 35:31(15:13) | 4× · 4×           | gospodarz Widzów: 2100 Sędzia: Miljan Vešović Novica Mitrović |

| 1 października 201617:00 | ABC/UMinho      | 32:27(16:14) | Team Tvis Holstebro     | gospodarz Widzów: 1500 Sędzia: Andreu Marín Ignacio García Serradilla |
| 1 października 201617:00 | Nuno Pereira 10 | 32:27(16:14) | 9 Magnus Grubb Bramming | gospodarz Widzów: 1500 Sędzia: Andreu Marín Ignacio García Serradilla |
| 1 października 201617:00 | 3× · 2×         | 32:27(16:14) | 5× · 4×                 | gospodarz Widzów: 1500 Sędzia: Andreu Marín Ignacio García Serradilla |

| 1 października 201618:30 | HBC Nantes       | 33:19(16:9) | Beşiktaş JK    | gospodarz Widzów: 3811 Sędzia: Arnar Sigurjónsson Svavar Ólafur Pétursson |
| 1 października 201618:30 | Senjamin Burić 6 | 33:19(16:9) | 5 Ramazan Döne | gospodarz Widzów: 3811 Sędzia: Arnar Sigurjónsson Svavar Ólafur Pétursson |
| 1 października 201618:30 | 3× · 3×          | 33:19(16:9) | 4× · 3×        | gospodarz Widzów: 3811 Sędzia: Arnar Sigurjónsson Svavar Ólafur Pétursson |

| 9 października 201616:00 | HBC Nantes                         | 35:33(20:16) | ABC/UMinho     | gospodarz Widzów: 3892 Sędzia: Bartosz Leszczyński Marcin Piechota |
| 9 października 201616:00 | Nicolas Claire 8 Nicolas Tournat 8 | 35:33(20:16) | 9 Nuno Pereira | gospodarz Widzów: 3892 Sędzia: Bartosz Leszczyński Marcin Piechota |
| 9 października 201616:00 | 3× · 3×                            | 35:33(20:16) | 6× · 3×        | gospodarz Widzów: 3892 Sędzia: Bartosz Leszczyński Marcin Piechota |

| 9 października 201616:00 | HK Motor Zaporoże                     | 34:28(19:10) | Team Tvis Holstebro      | Sport complex Lokomotiv, Charków Widzów: 2100 Sędzia: Michalis Tzaferopoulos Andreas Bethmann |
| 9 października 201616:00 | Aidenas Malasinskas 6 Gleb Kalarash 6 | 34:28(19:10) | 10 Magnus Grubb Bramming | Sport complex Lokomotiv, Charków Widzów: 2100 Sędzia: Michalis Tzaferopoulos Andreas Bethmann |
| 9 października 201616:00 | 2× · 3×                               | 34:28(19:10) | 2× · 2×                  | Sport complex Lokomotiv, Charków Widzów: 2100 Sędzia: Michalis Tzaferopoulos Andreas Bethmann |

| 9 października 201617:15 | Dinamo Bukareszt                                     | 26:26(11:13) | Beşiktaş JK      | gospodarz Widzów: 2400 Sędzia: Andrey Kaveshnikov Petr Plotnikov |
| 9 października 201617:15 | Sajjad Esteki 4 Flavius Cimpan 4 Allahkaram Esteki 4 | 26:26(11:13) | 8 Faruk Vražalić | gospodarz Widzów: 2400 Sędzia: Andrey Kaveshnikov Petr Plotnikov |
| 9 października 201617:15 | 1× · 3× · 1×                                         | 26:26(11:13) | 4× · 2×          | gospodarz Widzów: 2400 Sędzia: Andrey Kaveshnikov Petr Plotnikov |

| 15 października 201617:00 | ABC/UMinho    | 34:32(18:18) | Dinamo Bukareszt | gospodarz Widzów: 2000 Sędzia: Sasa Pandžić Boris Šatordžija |
| 15 października 201617:00 | André Gomes 7 | 34:32(18:18) | 12 Sajjad Esteki | gospodarz Widzów: 2000 Sędzia: Sasa Pandžić Boris Šatordžija |
| 15 października 201617:00 | 3× · 3×       | 34:32(18:18) | 6× · 3×          | gospodarz Widzów: 2000 Sędzia: Sasa Pandžić Boris Šatordžija |

| 15 października 201618:30 | Beşiktaş JK                      | 23:22(11:7) | HK Motor Zaporoże  | gospodarz Widzów: 1400 Sędzia: Boris Mandák Mário Rudinský |
| 15 października 201618:30 | Nemanja Pribak 5 Tolga Özbahar 5 | 23:22(11:7) | 7 Sergey Shelmenko | gospodarz Widzów: 1400 Sędzia: Boris Mandák Mário Rudinský |
| 15 października 201618:30 | 6× · 2×                          | 23:22(11:7) | 6× · 4×            | gospodarz Widzów: 1400 Sędzia: Boris Mandák Mário Rudinský |

| 16 października 201615:00 | Team Tvis Holstebro     | 25:35(13:19) | HBC Nantes       | gospodarz Widzów: 2447 Sędzia: Robert Schulze Tobias Tönnies |
| 16 października 201615:00 | Magnus Grubb Bramming 9 | 25:35(13:19) | 7 Nicolas Claire | gospodarz Widzów: 2447 Sędzia: Robert Schulze Tobias Tönnies |
| 16 października 201615:00 | 5× · 3×                 | 25:35(13:19) | 5× · 4×          | gospodarz Widzów: 2447 Sędzia: Robert Schulze Tobias Tönnies |

| 22 października 201615:00 | Beşiktaş JK    | 36:27(15:16) | Team Tvis Holstebro     | gospodarz Widzów: 1100 Sędzia: Arthur Brunner Morad Salah |
| 22 października 201615:00 | Ramazan Döne 8 | 36:27(15:16) | 7 Magnus Grubb Bramming | gospodarz Widzów: 1100 Sędzia: Arthur Brunner Morad Salah |
| 22 października 201615:00 | 3× · 2×        | 36:27(15:16) | 7× · 2×                 | gospodarz Widzów: 1100 Sędzia: Arthur Brunner Morad Salah |

| 22 października 201617:30 | Dinamo Bukareszt            | 26:27(15:11) | HBC Nantes   | gospodarz Widzów: 2538 Sędzia: Csaba Dobrovits Péter Tájok |
| 22 października 201617:30 | Mihai Alexandru Asoltanei 6 | 26:27(15:11) | 7 Théo Derot | gospodarz Widzów: 2538 Sędzia: Csaba Dobrovits Péter Tájok |
| 22 października 201617:30 | 1× · 3×                     | 26:27(15:11) | 1× · 3×      | gospodarz Widzów: 2538 Sędzia: Csaba Dobrovits Péter Tájok |

| 22 października 201618:00 | HK Motor Zaporoże  | 27:23(11:9) | ABC/UMinho     | gospodarz Widzów: 2200 Sędzia: Andrei Gousko Siarhei Repkin |
| 22 października 201618:00 | Sergey Shelmenko 8 | 27:23(11:9) | 5 Nuno Pereira | gospodarz Widzów: 2200 Sędzia: Andrei Gousko Siarhei Repkin |
| 22 października 201618:00 | 4× · 3×            | 27:23(11:9) | 4× · 3×        | gospodarz Widzów: 2200 Sędzia: Andrei Gousko Siarhei Repkin |

| 12 listopada 201617:00 | ABC/UMinho     | 22:35(9:18) | HK Motor Zaporoże | gospodarz Widzów: 1200 Sędzia: Ivan Pavićević Miloš Ražnatović |
| 12 listopada 201617:00 | Nuno Pereira 5 | 22:35(9:18) | 8 Barys Puchouski | gospodarz Widzów: 1200 Sędzia: Ivan Pavićević Miloš Ražnatović |
| 12 listopada 201617:00 | 3× · 3×        | 22:35(9:18) | 7× · 1×           | gospodarz Widzów: 1200 Sędzia: Ivan Pavićević Miloš Ražnatović |

| 13 listopada 201615:10 | Team Tvis Holstebro     | 29:25(14:14) | Beşiktaş JK        | gospodarz Widzów: 1923 Sędzia: Amar Konjicanin Dino Konjicanin |
| 13 listopada 201615:10 | Magnus Grubb Bramming 9 | 29:25(14:14) | 6 Mehmet Demirezen | gospodarz Widzów: 1923 Sędzia: Amar Konjicanin Dino Konjicanin |
| 13 listopada 201615:10 | 4× · 2×                 | 29:25(14:14) | 2× · 3×            | gospodarz Widzów: 1923 Sędzia: Amar Konjicanin Dino Konjicanin |

| 13 listopada 201617:00 | HBC Nantes             | 26:24(12:12) | Dinamo Bukareszt | gospodarz Widzów: 4500 Sędzia: Matija Gubica Boris Milošević |
| 13 listopada 201617:00 | David Balaguer Romeu 9 | 26:24(12:12) | 8 Sajjad Esteki  | gospodarz Widzów: 4500 Sędzia: Matija Gubica Boris Milošević |
| 13 listopada 201617:00 | 3×                     | 26:24(12:12) | 2× · 3×          | gospodarz Widzów: 4500 Sędzia: Matija Gubica Boris Milošević |

| 17 listopada 201619:30 | Dinamo Bukareszt | 30:25(12:12) | Team Tvis Holstebro      | gospodarz Widzów: 1500 Sędzia: Marek Baranowski Bogdan Lemanowicz |
| 17 listopada 201619:30 | Sajjad Esteki 7  | 30:25(12:12) | 12 Magnus Grubb Bramming | gospodarz Widzów: 1500 Sędzia: Marek Baranowski Bogdan Lemanowicz |
| 17 listopada 201619:30 | 5× · 3×          | 30:25(12:12) | 1× · 3×                  | gospodarz Widzów: 1500 Sędzia: Marek Baranowski Bogdan Lemanowicz |

| 19 listopada 201617:00 | ABC/UMinho      | 27:28(14:13) | Beşiktaş JK     | gospodarz Widzów: 1500 Sędzia: Bojan Lah David Sok |
| 19 listopada 201617:00 | Pedro Spínola 8 | 27:28(14:13) | 11 Ramazan Döne | gospodarz Widzów: 1500 Sędzia: Bojan Lah David Sok |
| 19 listopada 201617:00 | 5× · 2×         | 27:28(14:13) | 4× · 2×         | gospodarz Widzów: 1500 Sędzia: Bojan Lah David Sok |

| 19 listopada 201618:30 | HBC Nantes   | 32:34(19:16) | HK Motor Zaporoże                  | gospodarz Widzów: 4250 Sędzia: Sławe Nikołow Ǵorǵi Naczewski |
| 19 listopada 201618:30 | Théo Derot 7 | 32:34(19:16) | 6 Artem Kozakevych 6 Gleb Kalarash | gospodarz Widzów: 4250 Sędzia: Sławe Nikołow Ǵorǵi Naczewski |
| 19 listopada 201618:30 | 2× · 3×      | 32:34(19:16) | 2× · 4× · 1×                       | gospodarz Widzów: 4250 Sędzia: Sławe Nikołow Ǵorǵi Naczewski |

| 26 listopada 201616:00 | HK Motor Zaporoże | 35:27(19:10) | Dinamo Bukareszt | gospodarz Widzów: 2700 Sędzia: Arthur Brunner Morad Salah |
| 26 listopada 201616:00 | Barys Puchouski 8 | 35:27(19:10) | 11 Sajjad Esteki | gospodarz Widzów: 2700 Sędzia: Arthur Brunner Morad Salah |
| 26 listopada 201616:00 | 6× · 3× · 1×      | 35:27(19:10) | 3× · 3× · 1×     | gospodarz Widzów: 2700 Sędzia: Arthur Brunner Morad Salah |

| 27 listopada 201616:00 | Beşiktaş JK     | 28:33(14:16) | HBC Nantes       | gospodarz Widzów: 1500 Sędzia: Miklós Andorka Róbert Hucker |
| 27 listopada 201616:00 | Tolga Özbahar 8 | 28:33(14:16) | 7 Senjamin Burić | gospodarz Widzów: 1500 Sędzia: Miklós Andorka Róbert Hucker |
| 27 listopada 201616:00 | 3× · 2×         | 28:33(14:16) | 1× · 2×          | gospodarz Widzów: 1500 Sędzia: Miklós Andorka Róbert Hucker |

| 27 listopada 201616:50 | Team Tvis Holstebro | 34:29(18:13) | ABC/UMinho      | gospodarz Widzów: 1492 Sędzia: Michalis Tzaferopoulos Andreas Bethmann |
| 27 listopada 201616:50 | Vignir Svavarsson 8 | 34:29(18:13) | 7 Pedro Spínola | gospodarz Widzów: 1492 Sędzia: Michalis Tzaferopoulos Andreas Bethmann |
| 27 listopada 201616:50 | 4× · 2×             | 34:29(18:13) | 2× · 3×         | gospodarz Widzów: 1492 Sędzia: Michalis Tzaferopoulos Andreas Bethmann |

| 1 grudnia 201619:30 | Dinamo Bukareszt | 35:29(20:15) | ABC/UMinho                                     | gospodarz Widzów: 1500 Sędzia: Fabian Baumgart Sascha Wild |
| 1 grudnia 201619:30 | Sajjad Esteki 14 | 35:29(20:15) | 7 Pedro Spínola 7 Dario Andrade 7 Nuno Pereira | gospodarz Widzów: 1500 Sędzia: Fabian Baumgart Sascha Wild |
| 1 grudnia 201619:30 | 5× · 3×          | 35:29(20:15) | 4× · 3×                                        | gospodarz Widzów: 1500 Sędzia: Fabian Baumgart Sascha Wild |

| 3 grudnia 201618:30 | HBC Nantes                               | 31:26(15:16) | Team Tvis Holstebro | gospodarz Widzów: 3800 Sędzia: Bojan Lah David Sok |
| 3 grudnia 201618:30 | Nicolas Tournat 5 David Balaguer Romeu 5 | 31:26(15:16) | 7 Vignir Svavarsson | gospodarz Widzów: 3800 Sędzia: Bojan Lah David Sok |
| 3 grudnia 201618:30 | 6× · 4× · 1×                             | 31:26(15:16) | 7× · 1×             | gospodarz Widzów: 3800 Sędzia: Bojan Lah David Sok |

| 4 grudnia 201617:00 | HK Motor Zaporoże | 34:28(20:13) | Beşiktaş JK      | gospodarz Widzów: 2900 Sędzia: Marek Baranowski Bogdan Lemanowicz |
| 4 grudnia 201617:00 | Gleb Kalarash 9   | 34:28(20:13) | 8 Faruk Vražalić | gospodarz Widzów: 2900 Sędzia: Marek Baranowski Bogdan Lemanowicz |
| 4 grudnia 201617:00 | 10× · 3× · 2×     | 34:28(20:13) | 11× · 4× · 1×    | gospodarz Widzów: 2900 Sędzia: Marek Baranowski Bogdan Lemanowicz |

| 11 lutego 201715:30 | ABC/UMinho          | 29:34(13:18) | HBC Nantes      | gospodarz Widzów: 1500 Sędzia: Amar Konjicanin Dino Konjicanin |
| 11 lutego 201715:30 | Ricardo Pesqueira 5 | 29:34(13:18) | 8 Dominik Klein | gospodarz Widzów: 1500 Sędzia: Amar Konjicanin Dino Konjicanin |
| 11 lutego 201715:30 | 3× · 3×             | 29:34(13:18) | 1× · 3×         | gospodarz Widzów: 1500 Sędzia: Amar Konjicanin Dino Konjicanin |

| 11 lutego 201716:00 | Beşiktaş JK     | 29:27(14:12) | Dinamo Bukareszt  | gospodarz Widzów: 1250 Sędzia: Robin Sager Stefan Styger |
| 11 lutego 201716:00 | Tolga Tzbahar 6 | 29:27(14:12) | 7 Jakov Vranković | gospodarz Widzów: 1250 Sędzia: Robin Sager Stefan Styger |
| 11 lutego 201716:00 | 4× · 3×         | 29:27(14:12) | 3× · 3×           | gospodarz Widzów: 1250 Sędzia: Robin Sager Stefan Styger |

| 12 lutego 201715:00 | Team Tvis Holstebro     | 28:30(17:15) | HK Motor Zaporoże  | gospodarz Widzów: 2184 Sędzia: Csaba Dobrovits Péter Tájok |
| 12 lutego 201715:00 | Magnus Grubb Bramming 7 | 28:30(17:15) | 7 Artem Kozakevych | gospodarz Widzów: 2184 Sędzia: Csaba Dobrovits Péter Tájok |
| 12 lutego 201715:00 | 7× · 3×                 | 28:30(17:15) | 5× · 3×            | gospodarz Widzów: 2184 Sędzia: Csaba Dobrovits Péter Tájok |